# Langer

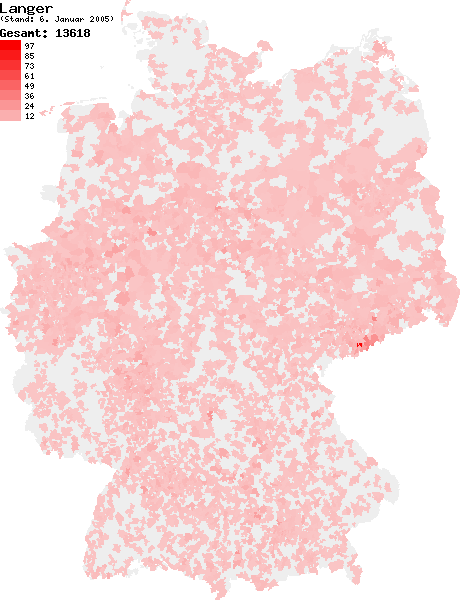
Verteilung des Namens Langer in Deutschland (2005)

Langer ist ein deutscher Familienname.

## Varianten
- als Übername: Lang, Lange, DeLange
- als Herkunftsname: Langner, Langen

## Namensträger

### A
- Adalbert Langer (1905–1994), deutscher Jurist
- Adolf Langer (Architekt) (1860–1908), österreichischer Architekt und Stadtbaumeister
- Adolf Richard Langer (1869–1934), böhmischer Textilunternehmer
- Adolph Langer (1862–1940), deutscher Geistlicher und Politiker, MdR
- Albert Langer von Koningshoykt (1864–1920), österreichischer Generalmajor
- Albin Langer (1853–1928), deutscher Politiker (SPD) und MdL Sachsen
- Alexander Langer (1946–1995), Südtiroler Politiker
- Alexis Langer (1825–1904), deutscher Architekt
- Alfred Langer (1896–1963), deutscher Politiker (KPD), siehe Johannes Schröter (Politiker)
- Alfred Langer (Kunsthistoriker) (1921–1998), deutscher Kunsthistoriker, Kunstsammler und Verlagslektor
- Alfred Langer (Grafiker) (1928–2006), deutscher Grafiker
- Alfred Karasek-Langer (1902–1970), sudetendeutscher Ingenieur und Volkskundler, siehe Alfred Karasek
- Alicia Langer (* 1996), deutsche Handballspielerin
- Allison Joy Langer (* 1974), US-amerikanische Schauspielerin
- Alois Langer (* 1945), US-amerikanischer Elektroingenieur
- Andrea Langer (* 1962), deutsche Kulturmanagerin und Kunsthistorikerin
- Andreas Langer (Nordischer Kombinierer, 1956) (* 1956), deutscher Nordischer Kombinierer
- Andreas Langer (Fußballspieler) (* 1960), deutscher Fußballspieler
- Andreas Langer (Nordischer Kombinierer, 1982) (* 1982), deutscher Nordischer Kombinierer
- Angela Langer (1886–1916), österreichische Schriftstellerin
- Anja Langer (* 1965), deutsche Bodybuilderin
- Annette Langer (* 1966), deutsche Journalistin
- Antje Langer (* 1973), deutsche Erziehungswissenschaftlerin
- Anton Langer (1824–1879), österreichischer Schriftsteller, Journalist und Übersetzer
- Armin Langer (Musikwissenschaftler) (* 1956), deutscher Musikwissenschaftler, Musikpädagoge und Hochschullehrer
- Ármin Langer (* 1990), deutsch-ungarischer Publizist und Aktivist
- Arnold Langer (1921–2018), deutscher Unternehmer
- August Langer (1768–1867), mährisch-österreichischer Textilunternehmer

### B
- Bernd Langer (* 1960), deutscher Künstler und Schriftsteller
- Bernhard Langer (Mediziner) (1901–1979), deutscher Mediziner
- Bernhard Langer (Maler) (1920–2014), deutscher Künstler
- Bernhard Langer (Golfspieler) (* 1957), deutscher Golfspieler
- Bruno Langer (1893–1914), deutscher Pilot

### C
- Carl Edmund Langer von Lannsperg (1819–1885), österreichischer Schriftsteller und Jurist
- Christian Langer (Eishockeyspieler) (* 1969), deutsch-schweizerischer Eishockeyspieler
- Christian Langer (Musiker) (* 1972), deutscher Pianist, Komponist, Sänger und Songschreiber
- Christian Langer (Volleyballspieler) (* 1977), deutscher Volleyballspieler
- Christine Langer (* 1966), deutsche Schriftstellerin
- Clive Langer (* 1954), englischer Musiker und Musikproduzent
- Constanze Langer, deutsche Industriedesignerin und Professorin für Visual Interface Design am Institut für angewandte Forschung Urbane Zukunft der Fachhochschule Potsdam

### D
- Dieter Langer (1945–2002), österreichischer Politiker (FPÖ)
- Doris Langer (* 1938), deutsche Leichtathletin

### E
- Eberhard Langer (* 1934), deutscher Ingenieur und Politiker, Bürgermeister von Chemnitz
- Eduard Langer (1852–1914), böhmischer Industrieller, Schriftsteller, Volkskundler und Mäzen
- Elena Langer (* 1974), russisch-britische Komponistin
- Ellen Langer (* 1947), US-amerikanische Psychologin
- Emil Langer (* um 1942), deutscher Historiker
- Emmo Langer (1891–1949), österreichischer Politiker (NSDAP)
- Erich Langer (Heimatdichter) (1882–1932), deutscher Heimatdichter
- Erich Langer (Jurist) (1882–1942), deutscher Jurist und Richter
- Erich Langer (Mediziner, 1891) (1891–1957), deutscher Dermatologe und Hochschullehrer
- Erich Langer (Politiker) (1905–1958), deutscher Politiker (FDP, WAV)
- Erich Langer (Mediziner, 1915) (1915–nach 1980), deutscher Pathologe und Hochschullehrer
- Ernst Langer (Hotelier) (1909–1984), deutscher Hotelier
- Ernst Langer (Chemiker) (* 1943), deutscher Chemiker
- Ernst Theodor Langer (1743–1820) , deutscher Bibliothekar und Literaturhistoriker
- Esther Langer, deutsche Harfenistin
- Ewald Langer (* 1960), deutscher Mykologe und Hochschullehrer

### F
- Felicia Langer (1930–2018), israelisch-deutsche Juristin, Schriftstellerin und Menschenrechtsaktivistin
- Felix Langer (General) (1859–1940), deutscher General
- Felix Langer (Schriftsteller) (1889–1979), österreichischer Schriftsteller
- Ferdinand Langer (Komponist) (1839–1905), deutscher Violoncellist, Dirigent und Komponist
- Ferdinand Langer (Dirigent, 1925) (1925–2020), österreichischer Chordirigent
- Ferdinand Langer (Bobfahrer), österreichischer Bobfahrer
- Frank Müller-Langer (* 1978), deutscher Wirtschaftswissenschaftler
- František Langer (1888–1965), tschechischer Schriftsteller
- Franz Langer (Politiker) (Langer-Podgoro, Franz Viktor von Podgoro, Ritter von Podgoro; 1830–1895), österreichischer Grundbesitzer und Politiker
- Franz Langer (Unternehmer) (?–1903), deutscher Unternehmer
- Franz Langer (Heimatforscher) (?–1950), österreichischer Botaniker, Mineraloge und Heimatforscher
- Franz Langer (Musiker) (1898–1957), Pianist und Cembalist
- Franz Langer, Pseudonym von Ernst Chlan (1912–1992), österreichischer Jurist, SS-Sturmbannführer, SD-Abschnittsleiter für die Stadt Wien, Gesprächspartner von Adolf Eichmann in den sog. „Sassen-Interviews“
- Freddy Langer (* 1957), deutscher Journalist
- Friedrich Langer (1922–2002), österreichischer Kulturorganisator, Kulturhistoriker, Herausgeber und Hochschullehrer
- Fritz Langer (Fußballspieler) (Friedrich Leopold Langer; 1878–1942), deutscher Fußballspieler
- Fritz Langer (Sprachwissenschaftler) (Fritz Max Robert Langer; 1879–1955), deutscher Sprachwissenschaftler

### G
- Georg Langer (Theologe) (1716–1778), deutscher Ordensgeistlicher, Theologe und Schriftsteller
- Georg Langer (Jurist) (1867–1945), deutscher Jurist, Richter und Schriftsteller
- Georg Mordechai Langer (1894–1943), tschechoslowakischer Schriftsteller, siehe Jiří Mordechai Langer
- Georg Otto Langer (* 1966), deutscher Landschaftsgärtner und Künstler
- Gerhard Langer (* 1960), österreichischer Theologe und Judaist
- Gertrud Langer, deutsche Fußballspielerin
- Gertrude Langer (1908–1984), österreichisch-australische Kunstkritikerin und Kunsthistorikerin
- Gilda Langer (1896–1920), deutsche Schauspielerin
- Gwido Langer (1894–1948), polnischer Kryptoanalytiker

### H
- Hans Langer (Mediziner, 1887) (1887–1969), deutscher Kinderarzt und Bakteriologe
- Hans Langer (Mediziner, 1907) (1907–1974), österreichischer Zahnarzt und Hochschullehrer
- Hans Langer (Lyriker) (1912–1988), deutscher Lyriker
- Hans Langer (Ökologe) (1933–2019), deutscher Ökologe, Hochschullehrer und Regierungsbeamter
- Hans J. Langer (* 1952), deutscher Physiker und Unternehmer
- Hans-Klaus Langer (1903–1987), deutscher Komponist
- Harald Langer-Hansel (1909–1998), österreichischer Beamter und Tourismusmanager
- Heinrich Langer (Architekt) (1876–??), deutscher Architekt
- Heinrich Langer (Jurist) (1878–1949), deutscher Jurist und Politiker
- Heinrich Langer (Mediziner) († 2001), deutscher Gynäkologe und Hochschullehrer
- Heinz Langer, Pseudonym von Richard Riess (Schriftsteller) (1890–1931), deutscher Schriftsteller und Übersetzer
- Heinz Langer (Diplomat) (1935–2022), deutscher Diplomat
- Heinz Langer (Mathematiker) (1935–2024), deutsch-österreichischer Mathematiker
- Helmut Langer (Ruderer), deutscher Ruderer
- Helmut Langer (Politiker, I), deutscher Politiker (NDPD), MdV
- Helmut Langer (Politiker, 1927) (* 1927), österreichischer Politiker (ÖVP), Salzburger Landtagsabgeordneter
- Helmut Langer (Designer) (* 1945), deutscher Designer, Autor und Hochschullehrer
- Herbert Langer (1927–2013), deutscher Historiker
- Hermann Langer (Organist) (1819–1889), deutscher Organist
- Hermann Langer (Landrat) (1867–?), deutscher Landrat
- Hermann Langer (SS-Mitglied) (1919–2016), deutscher SS-Offizier und NS-Kriegsverbrecher
- Hermann Langer von Langenrode (1875–1918), österreichischer Offizier
- Hilde Langer-Rühl (1911–1990), niederländisch-österreichische Pianistin und Pädagogin
- Horst Langer (Architekt) (1926–2008), deutscher Architekt
- Horst Langer (Manager) (1936–2007), deutscher Elektroingenieur und Industriemanager
- Horst Langer (Tischtennisspieler) (* 1939), deutscher Tischtennisspieler
- Horst Langer (Ingenieurwissenschaftler) (* 1941/1942), deutscher Ingenieurwissenschaftler und Hochschullehrer

### I
- Ilona Langer (* 1941), deutsche Malerin und Grafikerin
- Ingrid Langer (1935–2012), deutsche Politikwissenschaftlerin

### J
- James S. Langer (* 1934), US-amerikanischer Physiker
- Jan Langer (* 1978), deutscher Synchronsprecher
- Jaroslav Langer (1918–2008/2009), tschechisch-deutscher Jurist, Politiker und Ökonom
- Jim Langer (1948–2019), US-amerikanischer American-Football-Spieler
- Jiří Mordechai Langer (auch Georg Mordechai Langer; 1894–1943), tschechischer Schriftsteller
- Jochen Langer (* 1953), deutscher Schriftsteller
- Johann Langer (Schriftsteller) (1793–1858), österreichischer Schriftsteller und Philanthrop
- Johann Langer (Archivar) (1838–1910), österreichischer Militärbeamter und Archivar
- Johann Langer (Musikpädagoge) (1861–1950), österreichischer Musikpädagoge
- Johann Langer (Jurist) (1878–1938), österreichischer Richter
- Johann Peter von Langer (1756–1824), deutscher Maler
- Johannes Langer (um 1485–1548), deutscher Theologe und Reformator
- Johannes Hendrik Langer (* 1985), deutscher Schauspieler
- Johannes Paul Langer (1897–1938), deutscher Historiker und Heimatforscher
- Jörg Langer (* 1972), deutscher Journalist
- Josef Langer (Astronom) (1650–1711), deutscher Mathematiker und Astronom
- Josef Langer (Mediziner) (1866–1937), tschechischer Pädiater
- Josef Jaroslav Langer (1806–1846), tschechischer Journalist und Dichter
- Joseph Langer (1865–1918), schlesischer Maler
- Julius Langer (1834–1904), deutscher Maler, Grafiker, Fotograf und Kunstlehrer
- Jürgen Langer (* 1942), deutscher Tischtennisspieler
- Justin Langer (* 1970), australischer Cricketspieler

### K
- Karel Langer (1878–1947), tschechisch-österreichischer Maler
- Karl Langer (Unternehmer, 1799) (1799–1867), deutscher Textilunternehmer
- Karl Langer (Unternehmer, 1833) (1833–1899), deutscher Textilunternehmer
- Karl von Langer (1863–1916), österreichischer Feldmarschallleutnant
- Karl Langer (Maler) (1902–nach 1952), österreichischer Maler
- Karl Langer (Architekt) (1903–1969), österreichisch-australischer Architekt
- Karl Langer (Fußballspieler, 1906) (1906–??), österreichischer Fußballspieler
- Karl Langer (Fußballspieler, 1946) (* 1946), deutscher Fußballspieler
- Karl Langer von Edenberg (1819–1887), österreichischer Anatom
- Klaus Langer (Mineraloge) (* 1936), deutscher Mineraloge und Hochschullehrer
- Klaus Langer (Regisseur) (* 1938), deutscher Regisseur und Redakteur
- Klaus Langer (Schauspieler), deutscher Schauspieler
- Klaus Langer (Komponist) (Pseudonym Tadeusz Klaus; * 1960), deutscher Musiker und Komponist
- Klaus Langer (Pharmazeut) (* um 1967), deutscher Pharmazeut und Hochschullehrer

### L
- Lea Langer, Geburtsname von Lea Grundig (1906–1977), deutsche Malerin und Grafikerin
- Leo Langer (1952–2024), deutscher Kirchenmusiker, Dirigent und Komponist
- Lucyna Langer, Geburtsname von Lucyna Kałek (* 1956), polnische Leichtathletin
- Ludwig Langer (Mediziner) (1852–1888), österreichischer Mediziner
- Ludwig Langer, bekannt als LGoony, deutscher Rapper
- Ludy Langer (1893–1984), US-amerikanischer Schwimmer

### M
- Mads Langer (* 1984), dänischer Singer-Songwriter
- Marcel Langer (Widerstandskämpfer) (1903–1943), polnisch-französischer Widerstandskämpfer
- Marcel Langer (* 1997), deutscher Fußballspieler
- Marco Langer (* 1980), deutscher Koch
- Maria Langer, Geburtsname von Mizzi Langer-Kauba (1872–1955), österreichische Alpinistin und Geschäftsfrau
- Maria Langer (Autorin), US-amerikanische Autorin und Pilotin
- Maria Langer-Schöller (1878–1969), deutsche Malerin
- Marie Langer (1910–1987), österreichisch-argentinische Psychoanalytikerin
- Markus Langer (Medienmanager) (* 1968), deutscher Hörspielregisseur, Komponist und Medienmanager
- Markus Langer (Schauspieler) (Markus Ludwig Langer; * 1978), deutscher Schauspieler und Kabarettist
- Markus Johannes Langer (* 1971), deutscher Kirchenmusiker und Hochschullehrer
- Martin Langer (Fotograf) (1956–2022), deutscher Fotograf
- Martin Langer (Kameramann) (* 1959), deutscher Kameramann
- Martin Langer (Mediziner) (* 1963), deutscher Chirurg und Verbandsfunktionär
- Martin Langer (Bildhauer) (* 1967), deutscher Bildhauer
- Martin Langer (Autor) (* 1972), tschechischer Dichter, Fotograf, Filmregisseur und Drehbuchautor
- Martina Pötschke-Langer (1951–2022), deutsche Medizinerin
- Matthias Langer (1765–1833), deutscher Schriftsteller und Fabrikant
- Matti Langer (* 1990), deutscher Fußballspieler
- Max Langer (Maler) (1897–1985), deutscher Maler
- Max Langer (Mediziner) (Max Emil Adolf Langer; 1902–1965), österreichisch-argentinischer Chirurg
- Michael Langer (Künstler) (1929–2022), deutscher Maler, Zeichner und Kunsttheoretiker
- Michael Langer (Journalist) (1959–2020), deutscher Journalist, Hörfunkmoderator (Deutschlandfunk) und Hörspielexperte
- Michael Langer (Gitarrist) (* 1959), österreichischer Gitarrist
- Michael Langer (Theologe) (* 1960), deutscher Theologe, Religionspädagoge und Hochschullehrer
- Michael Langer (Fußballspieler) (* 1985), österreichischer Fußballspieler
- Michael S. Langer (* 1966), deutscher Schachspieler und -funktionär
- Michaela Langer-Weninger (* 1979), österreichische Politikerin (ÖVP)
- Mizzi Langer-Kauba (geb. Maria Langer; 1872–1955), österreichische Alpinistin und Geschäftsfrau

### N
- Natalie Langer (* 1981), deutsche Fernsehmoderatorin
- Nils Langer (Germanist) (* 1969), deutscher Germanist
- Nils Langer (* 1990), deutscher Tennisspieler
- Norbert Langer (Unternehmer) (1768–1848), mährisch-österreichischer Textilunternehmer
- Norbert Langer (Literaturhistoriker) (1899–1975), österreichischer Literaturhistoriker und Schriftsteller
- Norbert Langer (Synchronsprecher) (* 1941), deutscher Schauspieler und Synchronsprecher
- Norbert Langer (Astrophysiker) (* 1958), deutscher Astrophysiker

### O
- Otto Langer (1866–1921), deutscher Textilunternehmer

### P
- Pascal Langer (* 1977), belgischer Biathlet
- Paul Langer (Physiker) (Paul Victor Langer; 1851–1922), deutscher Mathematiker, Physiker und Pädagoge
- Paul Langer (Ingenieur) (1876–1953), deutscher Maschinenbauingenieur und Konstrukteur
- Peter Langer (Journalist), deutscher Journalist und Moderator
- Peter Langer (Historiker) (* 1944), deutscher Lehrer und Historiker
- Peter Langer (Fußballspieler) (* 1950), deutscher Fußballspieler
- Peter Langer (Kulturmanager) (* 1950), deutscher Kulturmanager, Kulturhistoriker und Politiker
- Peter Langer (Fotograf) (* 1968), deutscher Fotograf
- Peter Langer (Chemiker) (* 1969), deutscher Chemiker
- Peter Leighton-Langer (1923–2007), österreichischer Autor
- Phil C. Langer (* 1975), deutscher Psychologe und Hochschullehrer

### R
- Rainer Langer (* 1943), deutscher Fußballspieler und -trainer
- Renate Langer (* 1956), deutsches Fotomodell und Schauspielerin
- Renate Langer (Literaturwissenschaftlerin) (* 1961), österreichische Literaturwissenschaftlerin
- Resi Langer (1886–1971), deutsche Kabarettistin und Schauspielerin
- Ricco Langer (1886–1934), deutscher Schauspieler und Sänger
- Richard Langer (1879–1950), deutscher Bildhauer
- Richard Langer (Komponist) (1907–1967), Schweizer Kapellmeister und Komponist
- Robert von Langer (Maler) (1783–1846), deutscher Maler
- Robert Langer (Turner) (1822–1897), deutscher Turner und Turnfunktionär
- Robert von Langer (General) (1862–1940), österreichischer Feldmarschallleutnant
- Robert Langer (Politiker) (1880–1946), deutscher Politiker (SPD), MdL Preußen
- Robert Langer (* 1948), US-amerikanischer Chemieingenieur
- Robert Langer (Islamwissenschaftler) (* 1967), deutscher Islamwissenschaftler
- Robert Langer (Basketballtrainer) (* 1973), österreichischer Basketballtrainer
- Rolf Langer (* 1941), deutscher Leichtathlet (Zehnkampf)
- Rudolf Langer (General, 1853) (1853–1914), österreichischer Generalmajor
- Rudolf Langer (General, 1858) (1858–1915), österreichischer Feldmarschalleutnant
- Rudolf Langer (Leichtathlet) (* 1939), deutscher Leichtathlet
- Rudolf Günter Langer (1923–2007), deutscher Lyriker
- Rudolph Ernest Langer (auch Rudolf Ernest Langer; 1894–1968), US-amerikanischer Mathematiker
- Ruprecht Langer (* 1984), deutscher Musikwissenschaftler
- Ruth Langer (1921–1999), österreichische Schwimmerin

### S
- Salomon Z. Langer (Salomon Zender Langer; * 1936), argentinischer Pharmakologe
- Siegfried Langer (Orientalist) (1857–1882), österreichischer Orientalist, Arabienforscher und Fotograf
- Siegfried Langer (Schriftsteller) (* 1966), deutscher Schriftsteller
- Stefan Langer (* 1959), deutscher Jurist und Richter am Bundesverwaltungsgericht
- Stephan Langer (* 1976), belgischer Skilangläufer und Biathlet
- Susanne K. Langer (1895–1985), US-amerikanische Philosophin
- Suzanne Grieger-Langer (* 1972), deutsche Personalberaterin und Autorin

### T
- Tanja Langer (* 1962), deutsche Schriftstellerin
- Theodor Langer (Chemiker) (1846–1914), österreichischer Chemiker
- Theodor Langer (Eisenbahntechniker) (1859–1927), österreichischer Eisenbahntechniker
- Thierry Langer (* 1991), belgischer Biathlet und Skilangläufer.
- Thomas Langer (Biochemiker) (* 1964), deutscher Biochemiker und Hochschullehrer
- Thomas Langer (Wirtschaftswissenschaftler) (* 1966), deutscher Wirtschaftswissenschaftler und Hochschullehrer
- Thomas Langer (Jazzmusiker)  (* 1967), deutscher Gitarrist, Komponist und Produzent
- Thorsten Langer (* 1971), belgischer Biathlet
- Timo Langer, britischer Filmeditor und Filmemacher

### U
- Ulrich Langer (* 1952), deutscher Mathematiker und Hochschullehrer

### V
- Victor Langer (Komponist, 1842) (1842–1902), ungarischer Komponist und Dirigent
- Victor Langer (Maler) (1870–1953), tschechischer Maler
- Victor Langer (Komponist, II), Filmkomponist
- Vincent Langer (* 1986), deutscher Windsurfer

### W
- Walter Langer (Politiker, 1877) (1877–nach 1932), deutscher Gewerkschafter und Politiker (DVP), MdL Preußen
- Walter Langer (Politiker, 1892) (1892–1977), deutscher Politiker (FDP), Oberbürgermeister von Coburg
- Walter Langer (Schauspieler) (1928–2018), österreichischer Schauspieler
- Walter Charles Langer (1899–1981), amerikanischer Psychoanalytiker
- Walter Richard Langer (1936–1995), österreichischer Moderator
- Waltraud Langer (* 1961), österreichische Journalistin und Fernsehmoderatorin
- Wilhelm Langer (Maler) (1869–1929), österreichischer Maler
- Wilhelm Langer (1880–1970), deutscher Fußballspieler
- Willi Langer (* 1960), österreichischer Bassist
- William Langer (1886–1959), US-amerikanischer Politiker (North Dakota)
- William L. Langer (1896–1977), US-amerikanischer Historiker
- Winrich Langer (* 1939), deutscher Rechtswissenschaftler
- Wolfgang Langer (Theologe) (1934–2020), deutscher Theologe
- Wolfgang Langer (Biologe) (* 1941), deutscher Biologe
- Wolfgang Langer (Soziologe) (* 1960), deutscher Soziologe
- Wolfhart Langer (1933–2017), deutscher Paläontologe
- Wolfram Langer (1916–2002), deutscher Ökonom